# Hun-Camé
Na mitologia maia, Hun-Camé é uma deidade demoníaca do submundo Xibalbá. Junto com Vucub-Camé
é um dos dois juízes do conselho, cujo papel é o de atribuir os seus poderes no senhores de Xibalbá.
Os jovens gêmeos Hunahpú e Ixbalanqué mataram a Hun-Camé e seu corregente no submundo Vucub-Camé, como vingança pela decapitação de seu pai, Hun-Hunahpú.